# Börsen-Zeitung
A Börsen-Zeitung egy Németországban, Frankfurt am Mainban megjelenő gazdasági napilap. Németország egyetlen kizárólag gazdasági hírekkel foglalkozó napilapja 1952. február 1-jén jelent meg először, az 1995 után megjelent cikkeket a világhálón is olvashatjuk. A német és nemzetközi tőzsdék aktuális alakulásával foglalkozik. A lapnak a frankfurti szerkesztőségen kívül Berlinben, Düsseldorfban, Hamburgban, Münchenben és Stuttgartban, valamint New Yorkban, Londonban, Brüsszelben, Párizsban, Milánóban, Tokióban, Madridban és Zürichben vannak irodái.